# Liste der Monuments historiques in Mellionnec
Die Liste der Monuments historiques in Mellionnec führt die Monuments historiques in der französischen Gemeinde Mellionnec auf.

## Liste der Bauwerke
| Bezeichnung                    | Beschreibung                           | Standort | Kennzeichnung | Schutzstatus | Datum | Bild           |
| ------------------------------ | -------------------------------------- | -------- | ------------- | ------------ | ----- | -------------- |
| Château de Trégarantec         | Schloss, erbaut im 17./18. Jahrhundert | (Lage)   | PA22000003    | Inscrit      | 1997  | weitere Bilder |
| Kapelle Notre-Dame de la Pitié | Erbaut im 16. Jahrhundert              | (Lage)   | PA00089326    | Inscrit      | 1973  | weitere Bilder |

## Liste der Objekte

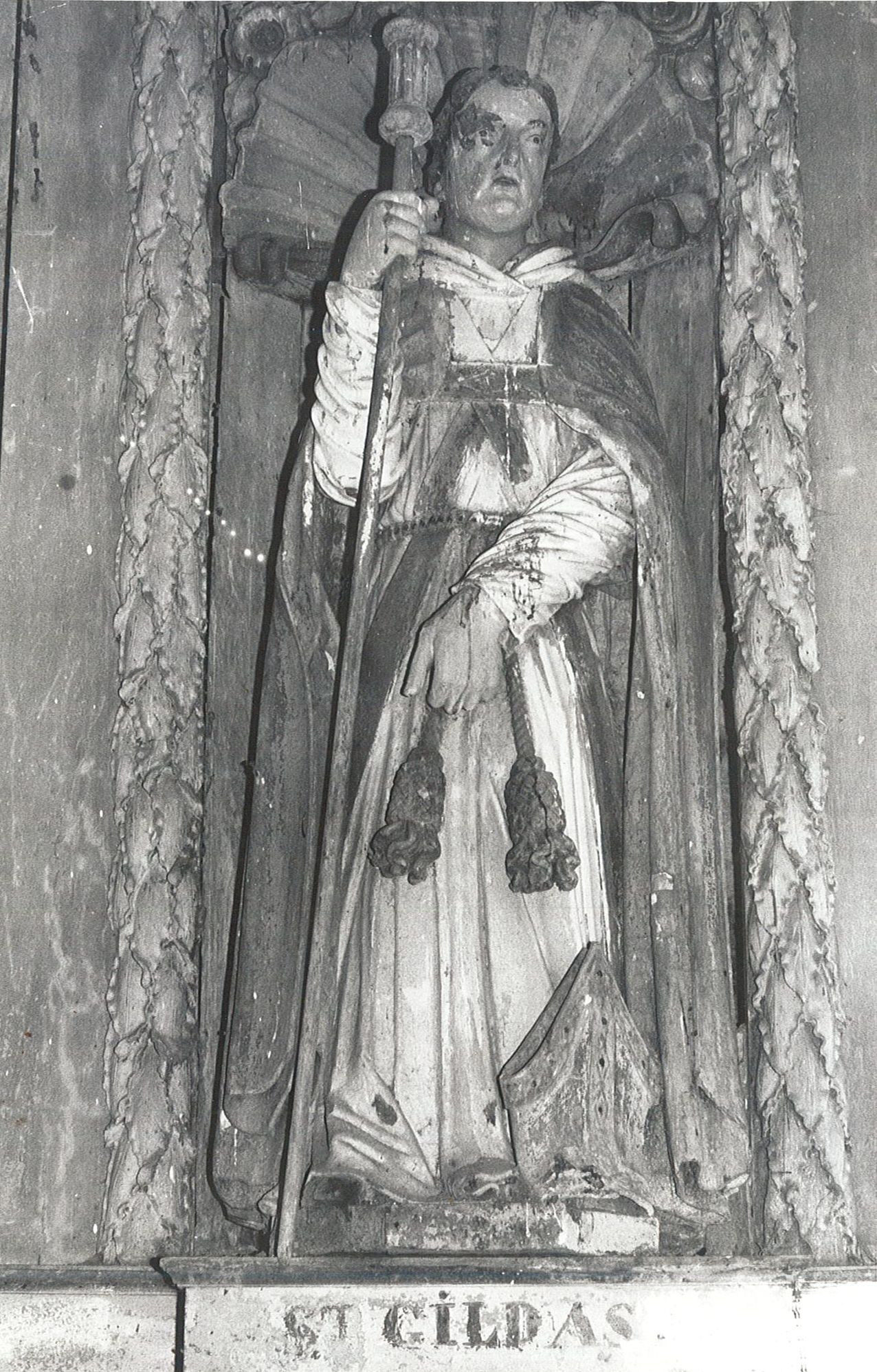
Skulptur des heiligen Gildas (17. oder 18. Jahrhundert) in der Kapelle Notre-Dame-de-la-Pitié

- Monuments historiques (Objekte) in Mellionnec in der Base Palissy des französischen Kultusministeriums